# Lac de Schulens
Le lac de Schulen ou Schulensmeer est un petit lac d'eau douce dans la province de Limbourg en Belgique situé sur la rivière Démer entre Hasselt et Diest. C'est le plus grand lac de Flandre.